# Treeing walker coonhound
Treeing walker coonhound är en hundras från USA. Rasen är inte godkänd av Fédération Cynologique Internationale (FCI), men sedan 1995 är den upptagen i American Kennel Clubs (AKC) Foundation Stock Service och sedan 2008 är den erkänd som ras. 2017 erkändes rasen av Nordisk Kennel Union (NKU).

## Historia
I den mindre amerikanska kennelklubben United Kennel Club (UKC) har den registrerats sedan 1945. Den härstammar huvudsakligen från engelska foxhounds.

## Egenskaper
Treeing walker coonhound används främst som jakthund, bland annat på tvättbjörn och en del andra mindre djur som opossum men även på björn, vildsvin och puma. Rasen är avlad för att vara en arbetande hund, den har därför gott om energi och behöver mycket utevistelse och tillfällen att röra ordentligt på sig. Numera förekommer den också som mer eller mindre ren sällskapshund.

## Utseende
UKC tillåter en större storleksvariation: mankhöjd mellan 49—69 centimeter för Treeing walker coonhound. Vikten varierar mellan 23—32 kilogram. Pälsen är slät, glansig och antingen tvåfärgad i brunt och vitt eller trefärgad i svart, brunt och vitt.